# تان‌سعیدوو
تان‌سعیدوو (انگلیسی: Tansaitovo) یک شهرک در شهرستان کارماسکالینسکی استان باشقیرستان کشور روسیه است.